# Antoine-Henri de Latour-Foissac
Antoine-Henri Armand Jules Élisabeth de Latour-Foissac (* 3. Februar 1782 in Molsheim, Elsass; † 25. März 1855 in Vailly-sur-Aisne) war ein französischer General der Kavallerie. 

## Leben und Wirken
Latour-Foissac war ein Sohn von General François-Philippe de Latour-Foissac (1750–1804); er entstammte einer alten Offiziersfamilie und war entfernt mit dem Adelsgeschlecht La Tour d’Auvergne verwandt. 
Auf Wunsch seines Vaters trat Latour-Foissac am 16. November 1795 als Kadett in die Grande Armée ein. Er konnte sich bereits nach kurzer Zeit in den Revolutionskriegen durch Tapferkeit auszeichnen und wurde auch mehrfach befördert. Seine Karriere führte ihn vom Sous-Lieutenant (9. Februar 1796), zum Lieutenant (21. Februar 1797) und als solcher berief man ihn als Aide-de-camp seines Vaters.
Von dort wechselte er als Capitaine (28. August 1798) dann zur Italienarmee und nahm u. a. 1799 an der Belagerung von Mantua teil. Dabei geriet er in Kriegsgefangenschaft und konnte erst am 11. Mai 1800  nach Frankreich zurückkehren. 
Napoleon betraute ihn mit einigen eher administrativen Aufgaben und auf eigenen Wunsch wurde Latour-Foissac am 11. November 1801 als Aide-de-camp von General Pierre Arnould Meyer (1762–1802) in dessen Stab versetzt. 
In gleicher Position wechselte Latour-Foissac am 21. Januar 1805 in den Stab von Maréchal Louis-Alexandre Berthier. Er kämpfte vor Eggmühl (22. April 1809) und wurde dabei vom Pferd geschossen. Bereits in der Schlacht bei Wagram (5./6. Juli 1809) konnte er wieder ein Kommando führen. 
Am 10. November 1810 beförderte ihn Napoleon zum Commandant und setzte ihn in Spanien ein. Nach der Schlacht von Vitoria (21. Juni 1813) kehrte Latour-Foissac nach Frankreich zurück. 
Nach der Schlacht bei Paris (30. März 1814) und Napoleons Abdankung (→Abdikation) schloss sich Latour-Foissac den Bourbonen an und unterstützte König Ludwig XVIII. Als Napoleon die Insel Elba verließ und dessen „Herrschaft der Hundert Tage“ begannen, lief Latour-Foissac wieder zum Kaiser über. 
Während der Restauration übernahm Latour-Foissac ein Kommando der Garde royale du roi (→Maison militaire du roi de France). Zwischen 11. Juli 1815 und 25. Februar 1818 fungierte er als Militärgouverneur des Départements Gironde und übernahm im Anschluss daran die Leitung der École de Cavalerie in Saumur (Département Maine-et-Loire). 
Seiner Erfahrungen wegen erhielt Latour-Foissac im April 1823 anlässlich Frankreichs Invasion in Spanien wieder ein Kommando. Er kämpfte unter dem Oberbefehl von Louis-Antoine d’Artois, duc d’Angoulême in Spanien bis mit der Schlacht von Trocadero (31. August 1823) das Trienio Liberal zu Ende ging. Als König Ferdinand VII. auf seinen Thron zurückkehren war und der Absolutismus wieder hergestellt wurde, konnte Latour-Foissac mit seinen Truppen wieder nach Frankreich zurückkehren. 
Nach dem Sturz von König Karl X. (→Julirevolution von 1830) gab Latour-Foissac nach und nach alle seine Ämter auf. Als sich König Louis-Philippe I. (→Julimonarchie) etabliert hatte, wurde Latour-Foissac im Rang eines Général de division offiziell in den Ruhestand verabschiedet. Er ließ sich in Vailly-sur-Aisne nieder und starb dort am 25. März 1855. Seine letzte Ruhestätte fand er auf dem Cimetière Vieux.

## Ehrungen
- 1. Oktober 1807 Chevalier der Ehrenlegion
- 4. Dezember 1813 Officier der Ehrenlegion
- 1. Juli 1814 Chevalier des Ordre royal et militaire de Saint-Louis
- 10. August 1814 Commandeur der Ehrenlegion
- 2. März 1816 Baron de l’Émpire
- 16. Juni 1818 Vicomte
- 26. Juni 1823 Grand Officier der Ehrenlegion
- Sein Name findet sich am östlichen Pfeiler (19. Spalte) des Triumphbogens am Place Charles-de-Gaulle (Paris).